# Derinerova přehradní nádrž
Derinerova přehradní nádrž (turecky Deriner Barajı) je postavena na řece Čoroch, ležící v provincii Artvin v Černomořském regionu 5 km východně od města Artvin. Výška hráze je 249 m a je to nejvyšší hráz v Turecku. Hlavním úkolem je výroba elektrické energie, sekundárním pak regulace toku.
Výstavba začala roku 1998, nádrž se začala plnit v únoru 2012 a elektrárna byla dostavěna v únoru 2013.
Přehrada je pojmenovaná po zemřelém hlavním inženýrovi jménem İbrahim Deriner.

## Externí odkazy

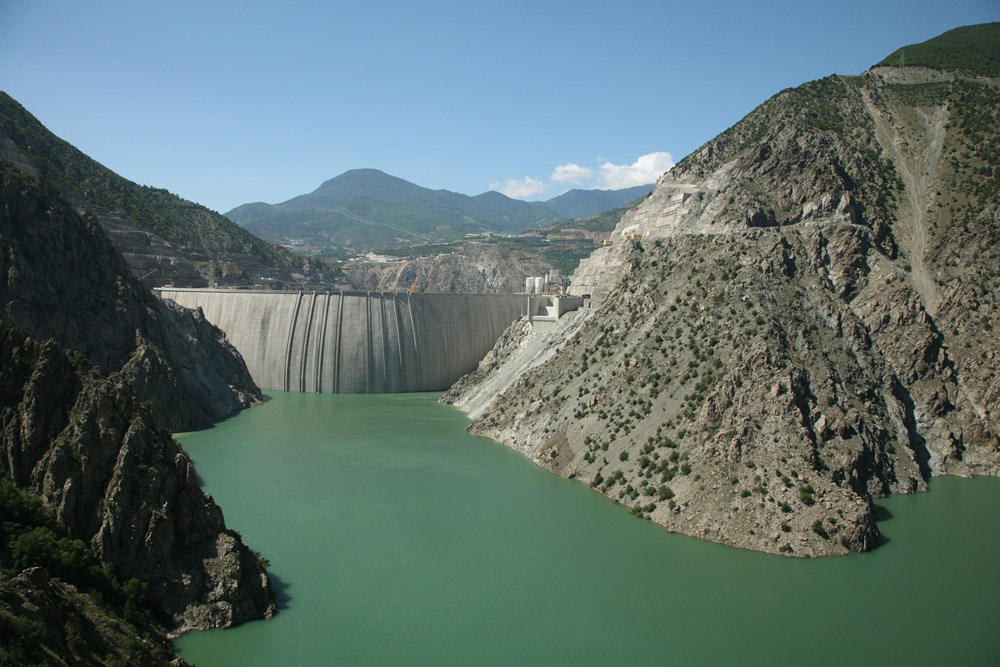
Pohled na hráz přes částečně napuštěnou nádrž (2014)